# Longboat Key
Longboat Key é a única vila localizada no estado americano da Flórida, nos condados de Manatee e Sarasota. Foi incorporada em 1955.

Possui tempo ameno durante todo o ano e praias cheias de areia branca.

## Geografia
De acordo com o United States Census Bureau, a vila tem uma área de 41,4 km², onde 10,7 km² estão cobertos por terra e 30,7 km² por água.

### Localidades na vizinhança
O diagrama seguinte representa as localidades num raio de 16 km ao redor de Longboat Key.

## Demografia
Segundo o censo nacional de 2010, a sua população é de 6 888 habitantes e sua densidade populacional é de 643,9 hab/km². É a localidade menos populosa do condado de Sarasota e a que, em 10 anos, teve a maior redução populacional do condado. Possui 8 814 residências, que resulta em uma densidade de 824 residências/km².